# La Pineda (Sant Quirze Safaja)
La Pineda és un serrat del terme municipal de Sant Quirze Safaja, de la comarca del Moianès.
Està situada en el sector nord-occidental del terme de Sant Quirze Safaja, a llevant de les masies de Pregona i les Saleres i a ponent de la carretera C-59 entre els punts quilomètrics 27 i 28. Està delimitat al sud pel torrent de les Vinyes i al nord pel torrent del Favar.